# Ary Abittan
Ary Abittan (París, 31 de enero de 1974) es un actor y comediante francés  conocido principalmente por su papel en la película francesa Dios mío, ¿pero qué te hemos hecho?.

## Biografía
Ary Abittan nació el 31 de enero de 1974 en París y pasó parte de su infancia en Garges-lès-Gonesse y Sarcelles. Abittan proviene de una familia judía del norte de África. Su padre es de Marruecos y su madre de Túnez.   
A los 19 años empezó a trabajar de taxista, al igual que su padre, actividad que le permitiría financiar sus primeros cursos de teatro. Durante esa época, fue entrevistado para un reportaje televisivo de la cadena francesa TF1 sobre las agresiones a los conductores.

## Carrera como comediante y actor

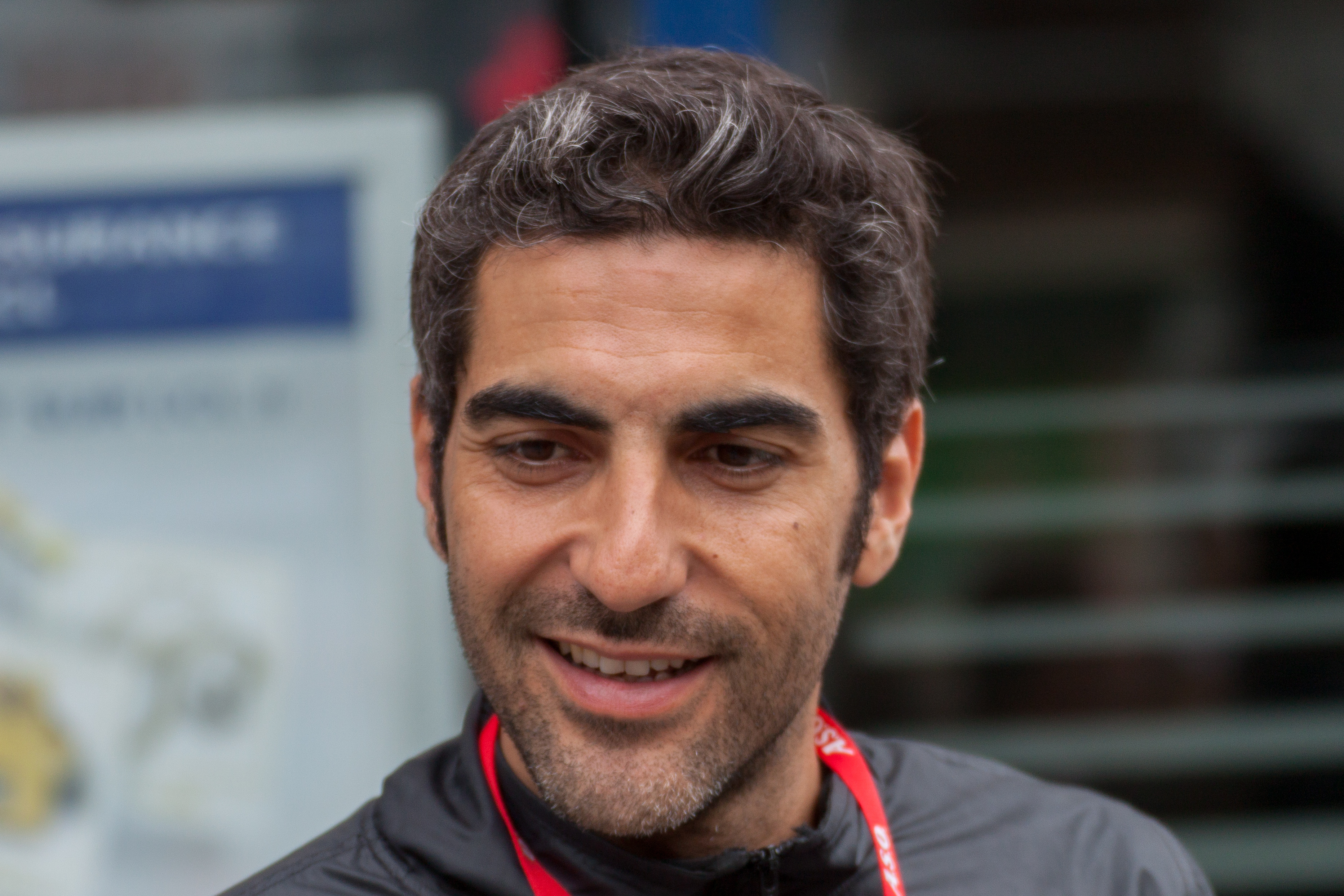
Ary Abittan en 2012

En 1993, Ary Abittan escribió, paralelamente a sus cursos de teatro, sus primeros sketches pero los interpretó sobre escena en 1994.
En 1998, empieza a tener contacto con los teatros parisinos como el théâtre Trévise, el Splendid o el Lucernaire.
En 2007, obtuvo el papel principal en la obra de teatro Happy Hanouka gracias a que Jean-Luc Moreau lo mete en escena. En 2008, fue protagonista de la serie Nos années pension durante tres temporadas, la cual fue emitida a través de France 2. Además dio sus primeros pasos en el mundo cinematográfico con Tu peux garder un secret? (¿Puedes guardar un secreto?) de Alexandre Arcady. El mismo año, Abittan formó parte del reparto de La cacería del nazi  junto a Yvan Attal dirigida por Laurent Jaoui, así como de Tellment proches (Tan Cerca) de Oliver Nakache y Éric Toledano. Además, Abittan empezó a obtener papeles de artistas tales como Enrico Macias y Gad Elmaleh.
En 2009, actuó en Coco de Gad Elmaleh.
En 2010, actuó en La Fête des voisins (La fiesta de los vecinos) .
A partir del 1 de septiembre de 2009, llevó a cabo su espectáculo À la folie (Con Locura), coescrito por Judith Elmaleh, en el Palais des Glaces. Después se trasladó a la comédie de Paris y más tarde volvió al Palais des Glaces. El espectáculo fue seguido por una gira.
En 2010, protagonizó Fatal de Michaël Youn, lanzada en junio de 2010. Ese mismo año se unió al equipo de animación junto de Arthur en el programa de Ce soir avec Arthur en el canal Comédie!. La emisión del programa fue transferida a TF1 en el año 2013.
En diciembre de 2011, comenzó su recurrente participación en Vendredi tout est permis, en TF1. El mismo año, protagonizó De l'huil sur le feu de Nicolas Benamou.
En 2012, actuó en Dépression et des potes de Arnaud Lemort y Chimpancé  (realizó la voz en off) dirigida por Alastair Fothergill y Mark Linfield. Ese mismo año, Abittan participó por primera vez en Marrakech du rire.
En 2013, actuó en Vive la France de Michaël Youn, en Hotel Normandy de Charles Nemes y La Grande Boucle de Laurent Tuel. El mismo año, realizó su segunda participación en Marrakech du rire. En octubre, lanzó su DVD a la locura en el Studio Canal dirigida por Serge Khalfon . Él está de gira por toda Francia con su espectáculo À la folie en Studio Canal y producido por Serge Khalfon. Abittan hizo una gira por toda Francia con su espectáculo À la folie.
Su gran debut se hace con la comedia Dios mío, ¿pero qué te hemos hecho? junto a Christian Clavier y Chantal Lauby dirigida por Philippe de Chauveron, la cual se estrenó en abril de 2014, también formó parte del telefilme emitido en 2014, Espíritu familiar de Frédéric Berthe basado en la historia de Richard Berry con Michaël Youn. Y también participó en Los visitantes la lían (En la Revolución Francesa) y Débarquement immédiat.
En 2017, regresó a los escenarios con su nuevo show My Story representado a dimensión biográfica. La obra se produjo en La Cigale del 28 de febrero al 4 de marzo de 2017. Posteriormente se realizó por todo el país. Ese mismo año interpretó uno de los papeles protagonistas en Con los brazos abiertos  dirigida por Philippe de Chauveron.
En 2018, volvió a formar parte del reparto en Dios mio, ¿pero qué te hemos hecho ahora? de Philippe de Chauveron.
En 2019, después de estar más de tres años con la gira de su show My Story, donde Ary Abittan presenta su vida, su matrimonio, su divorcio, sus padres y sus amores, Abittan realizará sus últimas funciones en L'Olympia del 13 de diciembre al 15 de diciembre de 2019.

## Cine
- 2008: Tu peux garder un secret? de Alexandre Arcady: David

- 2009: Coco de Gad Elmaleh: Max
- 2009: Tellement proches de Eric Toledano y Olivier Nakache: Moshe Benhamou
- 2010: La Fête des voisins de David Haddad: François-Xavier
- 2010: Todo brilla de Géraldine Nakache y Hervé Mimran: El padre de Lila
- 2010: Fatal por Michaël Youn: David Fontana
- 2011: De l'huil sur le feu de Nicolas Benamou: camarero
- 2012: Dépression et des potes de Arnaud Lemort: Romain
- 2013: Vive la France de Michaël Youn: Jafaraz Ouechmagül
- 2013: Chimpancé de Mark Linfield y Alastair Fothergill: voz en off
- 2013: Hôtel Normandy de Charles Nemes: Yvan Carlotti
- 2013: Le Grand Boucle de Laurent Tuel: Tony Agnelo
- 2014: Dios mío, ¿pero qué te hemos hecho? de Philippe de Chauveron: David Benichou
- 2015: Robin des bois, la véritable histoire de Anthony Marciano: Petit Jean
- 2016: Los visitantes la lían (En la Revolución Francesa) de Jean-Marie Poiré: Marqués Cheneviette
- 2016: Débarquement immédiat! de Philippe de Chauveron: José Fernández
- 2017: Con los brazos abiertos de Philippe de Chauveron: Babik
- 2018: Je vais mieux de Jean-Pierre Améris: Edouard
- 2018: Dios mío, ¿pero qué te hemos hecho ahora? de Philippe de Chauveron: David Benichou
- 2019: La Vertu des impondérables de Claude Lelouch: Aldo Richen

## TV
- 1999: Sur la vie d'ma mère  (serie de televisión - episodio 4 "L'as de coeur")
- 2008: Inéluctable de François Luciani (telefilme): Kudlip Badwar
- 2008: La cacería del nazi de Laurent Jaoui (telefilme): El agente del Mossad
- 2008 - 2009: Nos années pension (serie de televisión): Bobor
- 2013: Scènes de ménages (serie de televisión): el primo comerciante de Emma
- 2014: Espíritu familiar (telefilme) de Frédéric Berthe: Yvan Pérez
- 2018: Le Petit Histoire de France (prime)
- 2020: Apprendre à t'aimer (telefilme) de Stéphanie Pillonca: Franck

## Shows
- 1998: en el théatre Trévise
- 1999: en el Lucernaire
- 2004: en el Théâtre du Temple
- 2006: primera parte de Enrico Macias en el Olympia
- 2007: Couscous aux Lardons  en el Grande Comédie
- 2007: Happy Hanouka en el théatre Michel dirigido por Jean-Luc Moreau
- 2009 y 2011: À la folie  en Petit Palas des Glaces y en la Cómedie de Paris, de Ary Abitta y Judith Elmaleh, dirigido por Judith Elmaleh.
- 2009: primera parte d'Elie Semoun en Zénith de Paris
- 2010: primera parte de Gad Elmaleh en el Palacio de los Deportes
- 2011: Palais des Glaces
- 2012: De gira por toda Francia
- 2012: Marrakech du rire con Jamel Debbouze
- 2013: De gira por toda Francia
- 2013: Marrakech du rire con Jamel Debbouze
- 2017: My Story en La Cigale 28 de febrero al 4 de marzo y después gira por toda Francia

## DVD
- Ary Abittan - À la folie, passionnément, Studio Canal, 2014